# Microregione di Feira de Santana
Feira de Santana è una microregione dello Stato di Bahia in Brasile, appartenente alla mesoregione di Centro-Norte Baiano.

## Comuni
Comprende 24 municipi:
- Água Fria
- Anguera
- Antônio Cardoso
- Conceição da Feira
- Conceição do Jacuípe
- Coração de Maria
- Elísio Medrado
- Feira de Santana
- Ipecaetá
- Ipirá
- Irará
- Itatim
- Ouriçangas
- Pedrão
- Pintadas
- Rafael Jambeiro
- Santa Bárbara
- Santa Teresinha
- Santanópolis
- Santo Estêvão
- São Gonçalo dos Campos
- Serra Preta
- Tanquinho
- Teodoro Sampaio